# Safari diamants
Pour plus de détails, voir Fiche technique et Distribution.
Safari diamants est un film franco-allemand réalisé par Michel Drach et sorti en 1966.

## Synopsis
À Paris, Raphaël Vicente, dessinateur en rupture sociale qui a abandonné foyer et boulot, s’acoquine avec un gangster pour dérober dans une joaillerie un collier en diamants d’une valeur de 800 millions de francs. Une bande rivale s’empare de leur butin après avoir éliminé le gangster tandis que Raphaël ne doit sa survie qu’à Électre, maîtresse de Robert Alphène, chef du gang. Électre projette de faire main basse sur le collier avec l’aide de Raphaël. À la suite d’un règlement de comptes, Alphène, avant d’expirer, révèle aux amants que le collier se trouve en poste restante à Monte-Carlo. Les deux complices sont pistés par l’assassin d’Alphène et par la police. Après de multiples péripéties, notamment l’accident en voiture où Raphaël est contraint de délaisser Électre blessée, il sera piégé et abattu par la police à Monte-Carlo.

## Fiche technique
- Titre d’origine : Safari diamants
- Titre allemand : Für eine Handvoll Diamanten
- Réalisation : Michel Drach
- Scénario : Albert Kantoff
- Dialogues : Albert Kantoff
- Musique : Ward Swingle
- Assistant réalisateur : Pierre Lary
- Photographie : Andréas Winding
- Son : André Hervé
- Montage : Geneviève Winding
- Pays d'origine :  Allemagne de l'Ouest,  France
- Langue de tournage : français
- Producteur : Hans Oppenheimer
- Sociétés de production : Chronos Films (France), Port Royal Film (France), Hans Oppenheimer Film (Allemagne)
- Format : couleur par Eastmancolor — 35 mm — 2.35:1 Franscope — monophonique
- Genre : thriller
- Durée : 90 minutes
- Dates de sortie : 
  - Allemagne de l'Ouest : 18 juin 1966
  - France : 29 juin 1966
- Affiche : Jean Mascii (France)

## Distribution
- Marie-José Nat : Électre
- Jean-Louis Trintignant : Raphaël
- Horst Frank : Fédérico
- Hellmut Lange : Robert Alphène
- Jean-Pierre Darras : Pascal
- Jean-Pierre Kalfon : Éric
- Paul Le Person : Joseph
- Lucienne Bogaert : la vieille dame sur le banc
- Frédéric de Pasquale : le routier